# ارسکین همیلتون چیلدرز
ارسکین همیلتون چیلدرز (انگلیسی: Erskine Hamilton Childers; ۱۱ دسامبر ۱۹۰۵ – ۱۷ نوامبر ۱۹۷۴) سیاست‌مدار اهل جمهوری ایرلند بود. وی از ۲۵ ژوئن ۱۹۷۳ تا ۱۷ نوامبر ۱۹۷۴ رئیس‌جمهور این کشور بود.
ارسکین همیلتون چیلدرز در ۱۷ نوامبر ۱۹۷۴، در سن ۶۸ سالگی بر اثر نارسایی قلبی درگذشت.